# Bystřice pod Hostýnem (zámek)
Zámek v Bystřici pod Hostýnem je barokně-klasicistní stavba, postavená na starší gotické vodní tvrz z 15. století. Nachází se Bystřici pod Hostýnem v okrese Kroměříž ve Zlínském kraji, 23 km severovýchodně od Kroměříže. 

## Historie
Bystřickou tvrz založili páni z Tvorkova po zániku hradu Obřany a doložená poprvé v roce 1440. V polovině 16. století byl zřejmě na jejím místě postaven renesanční zámek. Konečnou podobu zámku dali v roce 1616 jeho tehdejší majitelé, Bohunka z Vítkova a Václav Bítovský z Bítova, o čemž vypovídají kamenné erby nad vstupní branou. Po Bílé hoře byl zámek Bítovským zkonfiskován a získali jej Lobkovicové; již nedlouho potom však, v roce 1650, získal zámek významný rakouský rod Rottalů. Po polovině 18. století nechal poslední člen tohoto rodu František Antonín z Rottalu a poté jeho dcera Marie Amalie opravit zámek do podoby, v jaké se v podstatě uchoval dodnes: renesanční předzámčí se dvěma barokními křídly bylo v letech 1765 – 1768 dle návrhu významného moravského archeitekta Františka Antonína Grimma doplněno dvěma křídly klasicistními (do tohoto období náleží i dva barevné erby nad branou do druhého nádvoří.
Koncem 18. století byl zámek místem bohatého kulturního života. Nový majitel hrabě František Antonín della Rovere di Monte l’Abbate zřídil v zámku zámecké divadlo a držel si i kapelu. V té době byla v přízemí jednoho z barokních křídel zřízena manufaktura na výrobu keramiky (tzv. Majolikakamer). Záhy nato, v roce 1805, získal tzv. Sváteční sál romantickou výmalbu s motivy egyptské krajiny.
Posledními šlechtickými majiteli zámku byli od roku 1827 Loudonové, potomci slavného rakouského generála (socha Ernsta Gideona von Laudon je postavena v zámeckém parku). V zámku vybudovali novogotickou kapli a zmodernizovali vybavení celého zámku. První z Loudonů nechal při zámku vysadit hodnotný park a postavit v něm skleník, v němž pěstoval vzácné exotické rostliny, mj. ananas. Za jejich držení, v roce 1897, navštívil zámek rakouský císař František Josef I.; na památku této návštěvy se dochoval pamětní nápis na východním křídle zámku. Z počátku 20. století pocházejí sluneční hodiny, které namaloval Hanuš Schwaiger mezi okny druhé zámecké budovy.
Když se ve 30. letech 20. století dostali Loudonové do finančních potíží, prodali zámek státu. Od roku 1935 až do roku 1990 zde byly vojenské sklady zdravotnického materiálu. Vojenská správa sídlí v parku dosud, má zde stále vojenské sklady zdravotnického materiálu a vypravuje odtud polní nemocnice do válkou či katastrofou postižených zemí.
V roce 1991 přešel zámek do vlastnictví města, které zámek postupně renovuje a využívá jej ke svým potřebám a aktivitám. Konají se zde koncerty, výstavy, v přízemí je od roku 2002 otevřena stálá výstava východočeského sochaře Vojmíra Vokolka a od roku 2003 i Městské muzeum keramiky.
| Rok  | Počet návštěvníků |
| ---- | ----------------- |
| 2015 | 4 060             |
| 2016 | 7 234             |
| 2017 | 5 466             |